# 大川茂樹
大川 茂樹（おおかわ しげき、1969年8月25日 - ）は、日本の工学者。博士（工学）（早稲田大学）。千葉工業大学工学部教授。同大学副学長（2015年4月　-）。専門分野は、音声言語処理、信号処理、ヒューマンインタフェース、コミュニケーションロボティクス。

## 略歴
- 1969年8月 - 大阪府茨木市に生まれる
- 1982年 - 千葉県浦安市立富岡小学校卒業
- 1985年 - 千葉県浦安市立富岡中学校卒業
- 1988年 - 早稲田大学高等学院卒業
- 1992年 - 早稲田大学理工学部電気工学科卒業
- 1994年 - 早稲田大学大学院理工学研究科電気工学専攻修士課程修了
- 1994年 - 1998年 日本学術振興会特別研究員
- 1996年 - 早稲田大学大学院理工学研究科電気工学専攻博士後期課程修了（1年短縮）。博士（工学）の学位を取得。論文の題位は「Studies on Speech Recognition Based on Accurate Phoneme Modeling(精密な音韻モデリングに基づく音声認識に関する研究)」[1]。
- 1996年 - 米国AT&T研究所研究員
- 1998年 - 千葉工業大学工学部情報ネットワーク学科助教授
- 1999年 - 米国AT&T研究所 客員研究員
- 2001年 - 千葉工業大学情報科学部情報ネットワーク学科助教授（学部改組に伴う所属学部変更）
- 2005年 - フランスコンピエーニュ工科大学客員教授
- 2006年 - 千葉工業大学工学部未来ロボティクス学科助教授
- 2007年 - 同准教授（職名変更による）
- 2007年 - 早稲田大学理工学術院非常勤講師。現在に至る。
- 2007年 - 電子情報通信学会情報・システムソサイエティ活動功労賞[2]
- 2010年 - 千葉工業大学工学部未来ロボティクス学科教授。現在に至る。
- 2011年 - 千葉工業大学大学院工学研究科未来ロボティクス専攻専攻長
- 2012年 - 千葉工業大学工学部学部長兼学長補佐。
- 2015年 - 千葉工業大学副学長。現在に至る。

## 人物
千葉工業大学では吹奏楽部および写真部の顧問を務める。
アマチュアピアニスト、クラシック音楽評論家としても熱心に活動している。
2011年、日本テレビ系『なるほどハイスクール』第1回（4月21日放送）および第5回（5月26日放送）に出演し、声の秘密や特殊なスピーカとマイクロホンについて解説し、AKB48と共演する。

## 学会活動
- 日本音響学会、電子情報通信学会、人工知能学会、情報処理学会、日本音声学会、IEEE等会員
- 日本音響学会 サマーセミナー実行委員（1999年 - ）・幹事（2001年）・実行委員長（2002年 - 2012年）
- 情報処理学会 音声言語情報処理研究会 研究運営委員（2000年 - 2004年）
- 情報処理学会 会誌編集委員会（アプリケーション分野）編集委員（2001年-2005年）・幹事（2003年 - 2004年）・主査（2004年 - 2005年）[3]
- 電子情報通信学会 音声研究専門委員会 幹事補佐（2003年 - 2005年）・幹事（2005年 - 2007年）[4]
- 日本音響学会 編集委員会会誌部会 委員（2003年 - ）・音声分野幹事（2005年 - 2011年）・副主査（2011年 - 2015年）・主査（2015年 - 2019年）[5]
- 日本音響学会 ビギナーズセミナー実行委員会 委員長（2008年 - 2013年）
- 日本音響学会 理事（2009年 - 2013年、2017年 -）[6]
- 日本音響学会 活性化・若手育成委員会 委員長（2009年 - 2013年、2017年 - 2019年）
- 日本音響学会 出版委員会 委員長（2019年 -）

## 著書
- 『日経BPデジタル大事典』（一部執筆、1998年、1999年、2000年、日経BP社 ）
- 『アメリカ英語の基礎知識』（2001年、培風館）
- 『音声言語処理の潮流』（共著、2010年、コロナ社）
- 『情報システムとヒューマンインタフェース』（一部執筆、2010年、早稲田大学出版部）
- 『音響学入門ペディア』（監修、2017年、コロナ社）